# Ciuruleasa
Ciuruleasa é uma comuna romena localizada no distrito de Alba, na região histórica da Transilvânia. A comuna possui uma área de 55.85 km² e sua população era de 1235 habitantes segundo o censo de 2007.